# 晚期型星
晚期型星是恆星在恆星分類中的K型星或M型星。這個名詞是20世紀初期，人們認為恆星是從O、B、或A的早期型星隨後冷卻到晚期型星的時代所創建的。